# Pallamano Trieste 1983-1984
Questa pagina raccoglie i dati riguardanti la Pallamano Trieste nelle competizioni ufficiali della stagione 1983-1984.

## Rosa
| N  | Naz                   | Ruolo    | Giocatore         |
| -- | --------------------- | -------- | ----------------- |
| 1  | Jugoslavia (bandiera) | Portiere | Ivan Puspan       |
| 12 | Italia (bandiera)     | Portiere | Paolo Marion      |
| 3  | Italia (bandiera)     | Terzino  | Piero Sivini      |
| 4  | Italia (bandiera)     | Pivot    | Giorgio Oveglia   |
| 5  | Italia (bandiera)     | Terzino  | Pischianz Roberto |
| 8  | Italia (bandiera)     | Pivot    | Claudio Schina    |
| 9  | Jugoslavia (bandiera) | Terzino  | Pavlovic          |
| 10 | Italia (bandiera)     | Terzino  | Giuliano Calcina  |
| 11 | Italia (bandiera)     | Ala      | Gianni Guaitoli   |
| 13 | Italia (bandiera)     | Ala      | Furio Scropetta   |
| 14 | Italia (bandiera)     | Terzino  | Marco Bozzola     |
| 15 | Italia (bandiera)     | Terzino  | Massimo Agostini  |
| 20 | Italia (bandiera)     | Ala      | Michele Angelini  |

## Classifica
|  | Pos. | Squadra          | Pt | G  | V  | N | S  | GF  | GS  | D    | Note                                       |
|  | ---- | ---------------- | -- | -- | -- | - | -- | --- | --- | ---- | ------------------------------------------ |
|  | 1.   | Rovereto         | 26 | 14 | 12 | 2 | 0  | 366 | 263 | +103 |                                            |
|  | 2.   | Trieste          | 24 | 14 | 11 | 2 | 1  | 414 | 301 | +113 | Qualificato alla Coppa delle Coppe 1984-85 |
|  | 3.   | Brixen           | 18 | 14 | 8  | 2 | 4  | 307 | 298 | +9   |                                            |
|  | 4.   | Bologna 1969     | 14 | 14 | 6  | 2 | 6  | 316 | 317 | -1   |                                            |
|  | 5.   | Rubiera          | 12 | 14 | 5  | 2 | 7  | 313 | 330 | -17  |                                            |
|  | 6.   | Pallamano Rimini | 8  | 14 | 4  | 0 | 10 | 332 | 370 | -38  | Retrocesso in Serie B 1984-85              |
|  | 7.   | Bozen            | 7  | 14 | 2  | 3 | 9  | 300 | 355 | -55  |                                            |
|  | 8.   | Cassano Magnago  | 3  | 14 | 1  | 1 | 12 | 266 | 380 | -114 | Retrocesso in Serie B 1984-85              |

## Play off scudetto

### Tabellone principale
|  | Quarti di finale | Quarti di finale | Quarti di finale | Quarti di finale | Quarti di finale |  |  | Semifinali | Semifinali | Semifinali | Semifinali | Semifinali |    |    | Finale | Finale  | Finale | Finale | Finale |  |
|  |                  |                  |                  |                  |                  |  |  |            |            |            |            |            |    |    |        |         |        |        |        |  |
|  | 1A               | Rovereto         | Rovereto         | 27               | 29               |  |  |            |            |            |            |            |    |    |        |         |        |        |        |  |
|  | 4B               | Esercito Orvieto | Esercito Orvieto | 19               | 14               |  |  | 1A         | Rovereto   | Rovereto   | 21         | 21         |    |    |        |         |        |        |        |  |
|  | 2B               | Scafati          | Scafati          | 28               | 36               |  |  | 2B         | Scafati    | Scafati    | 21         | 26         |    |    |        |         |        |        |        |  |
|  | 4A               | Bologna 1969     | Bologna 1969     | 25               | 27               |  |  |            |            |            |            |            |    |    | 2B     | Scafati | 23     | 13     | 26     |  |
|  | 1B               | Conversano       | 23               | 24               | 21               |  |  |            |            | 2A         | Trieste    | 20         | 24 | 19 |        |         |        |        |        |  |
|  | 3A               | Brixen           | 31               | 22               | 31               |  |  | 3A         | Brixen     | 17         | 24         | 13         |    |    |        |         |        |        |        |  |
|  | 2A               | Trieste          | Trieste          | 40               | 45               |  |  | 2A         | Trieste    | 42         | 23         | 27         |    |    |        |         |        |        |        |  |
|  | 4B               | Teramo           | Teramo           | 20               | 24               |  |  |            |            |            |            |            |    |    |        |         |        |        |        |  |